# Clan Bruce
Der schottische Clan Bruce (Schottisch-Gälisch: Clann Brus) stammt aus Kincardine in Schottland. Im 14. Jahrhundert stellte er zwei schottische Könige.

## Geschichte
Der Name Bruce kommt aus dem Französischen 'de Brus' oder 'de Bruis'. Das war der Name eines Ortes in der Normandie, heute Brix, zwischen Cherbourg und Valognes. Der Gründer des Clans soll Robert de Brus gewesen sein, ein normannischer Ritter, der zusammen mit Wilhelm dem Eroberer nach England gekommen war. Historisch fassen lässt sich ein Robert de Brus († 1142), der spätestens 1109 einige Anwesen und Ländereien in Yorkshire erworben hatte und 1124 als feudaler Lord of Annandale auch Grundbesitz in Schottland erwarb. Dessen Urenkel Robert de Brus († zwischen 1226 und 1233) heiratete 1219 Isabella, eine Tochter von David von Schottland, Earl of Huntingdon, einem Enkel König Davids I. aus dem Hause Dunkeld. Durch deren Abstammung konnte dessen Enkel Robert de Bruce (1306–1329) einen Anspruch auf den schottischen Thron herleiten, der 1306 in seine Krönung als Robert I. mündete. Beim kinderlosen Tod seines Sohnes König Davids II. 1371 ging die Krone an das Haus Stuart über.
Das Clan-Motto lautet Fuimus („Wir sind gewesen“).

## Könige aus dem Clan
- Robert I. (Robert The Bruce), König von Schottland (1306–1329)
- David II., Sohn von Robert I., König von Schottland (1329–1371)
- Edward Bruce, Bruder von Robert I., Hochkönig von Irland (1315–1318)

## Namensträger
- Marjorie Bruce (1296–1316), schottische Königstochter
- Maud Bruce, schottische Adlige
- Thomas Bruce, 7. Earl of Elgin (1766–1841), britischer Peer und Diplomat
- James Bruce, 8. Earl of Elgin (1811–1863), britischer Kolonialbeamter und Diplomat
- Victor Bruce, 9. Earl of Elgin (1849–1917), britischer Politiker (Liberaler)
- Charles Frederick Brudenell-Bruce (1849–1936), britischer Politiker
- Morys Bruce, 4. Baron Aberdare (1919–2005), britischer Politiker und Mitglied des Oberhauses (Conservative Party)
- Andrew Bruce, 11. Earl of Elgin (* 1924), britischer Lord
- Michael Brudenell-Bruce, 8. Marquess of Ailesbury (1926–2024), britischer Peer und Politiker
- John Bruce-Gardyne, Baron Bruce-Gardyne (1930–1990), britischer Politiker

## Adelstitel
Angehörige des Clans führen bzw. führten folgende Adelstitel:
- Earl of Carrick (1186, 1328)
- Earl of Elgin (1633)
- Earl of Kincardine (1647)
- Earl of Ailesbury (1664)
- Viscount Bruce of Ampthill (1664)
- Viscount Bruce of Melbourne (1947)
- Lord Kinloss (1602)
- Lord Balfour of Burleigh (1607)
- Lord Bruce of Kinloss (1608)
- Lord Bruce of Torry (1647)
- Baron Bruce of Annandale (1295)
- Baron Bruce of Whorlton (1641)
- Baron Bruce of Skelton (1664)
- Baron Bruce of Tottenham (1746)
- Baron Elgin (1849)
- Baron Bruce of Donington (Life Peerage, 1975)
- Baron Bruce-Gardyne (Life Peerage, 1983)
- Baron Bruce-Lockhart (Life Peerage, 2006)
- Baron Bruce of Bennachie (Life Peerage, 2015)
- Bruce Baronet, of Stenhouse (1628)
- Bruce Baronet, of Balcaskie (1668)
- Bruce-Clifton Baronet, of Downhill (1804)
- Bruce-Gardner Baronet, of Frilford (1945)

## Clan Familien (Septs)
Airth, Bruwes, Bruss, Bruc, Bruys, Brues, Brice, Bruce, Bruice, Bruis, Bruze, Broce, Brois, Broiss, Brose, Broise, Brouss, Brus, Bruse, Carlysle, Carruthers, Crosbie, Randolph, Stenhouse

Ursprüngliches Familienwappen der Bruce
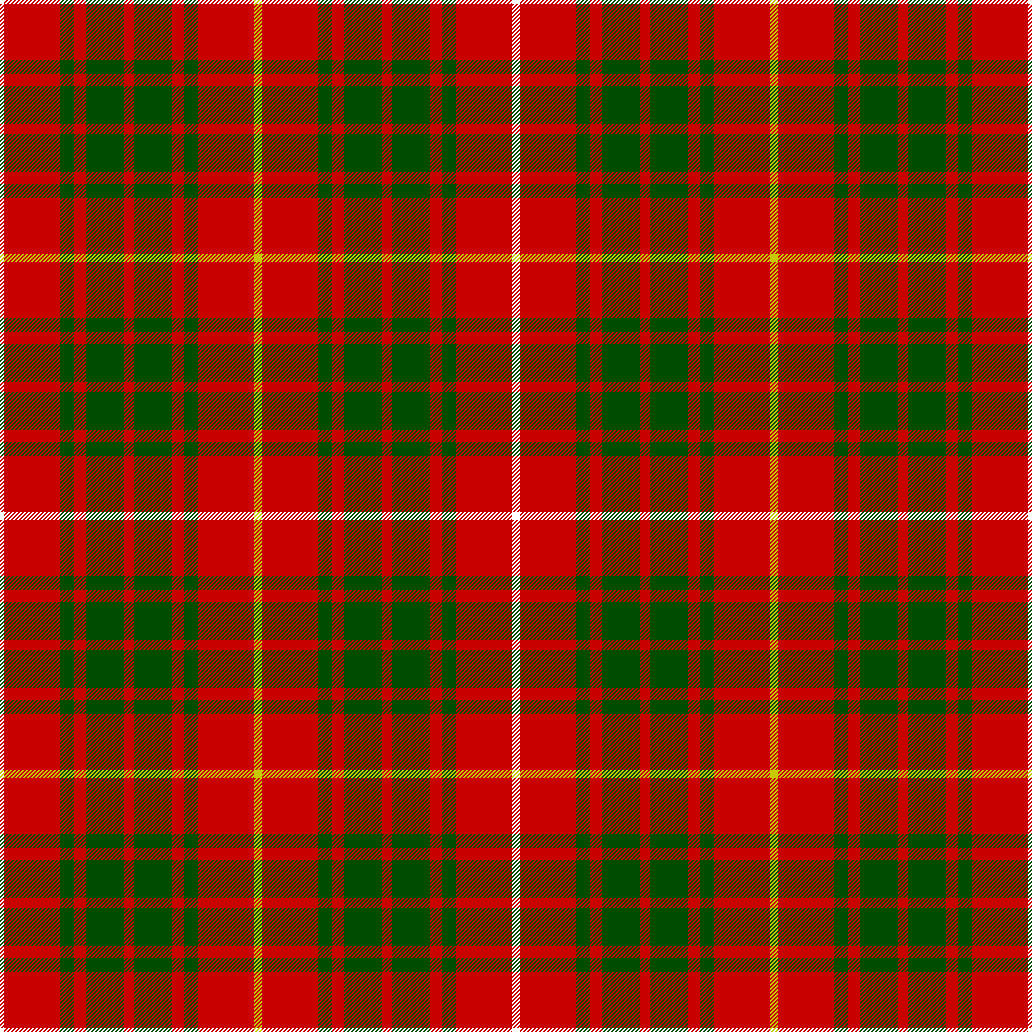
Tartan der Bruce